# ماتيو بونو
ماتيو بونو (بالإيطالية: Matteo Bono)‏ ولد بتاريخ 11 نوفمبر 1983 في إيطاليا، هو دراج إيطالي في صنف سباق الدراجات على الطريق.

## روابط خارجية
- ماتيو بونو على موقع الاتحاد الدولي للدراجات (الإنجليزية)
- ماتيو بونو على موقع أرشيف الدراجات (الإنجليزية)
- ماتيو بونو على موقع إحصائيات الدراجات الإحترافية (الإنجليزية)
- ماتيو بونو على موقع نسبة الدراجات (الإنجليزية)
- ماتيو بونو على موقع CycleBase (الإنجليزية)